# Chavelot
Chavelot é uma comuna francesa na região administrativa do Grande Leste, no departamento de Vosges. Estende-se por uma área de 6.16 km². Em 2010 a comuna tinha 1 403 habitantes (densidade: 227,8 hab./km²).